# Bagrauandena

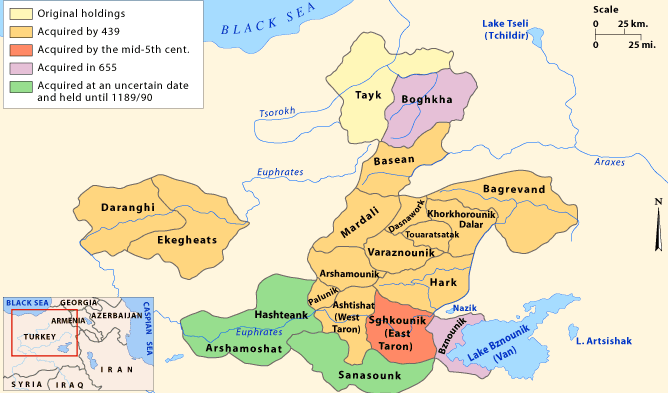
Mapa que muestra la región de Bagrauandena bajo el gobierno de los Mamiconios.

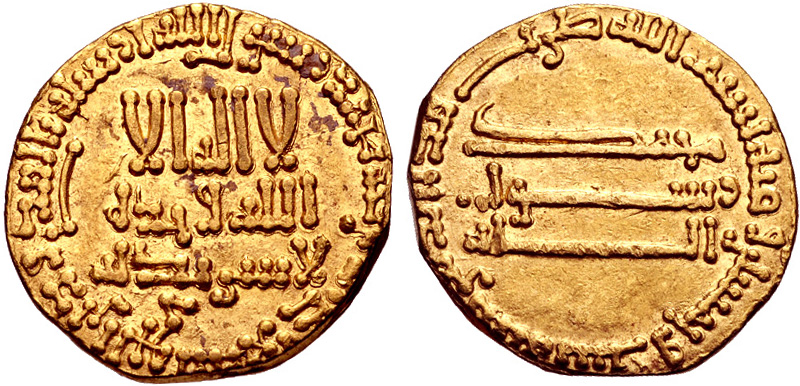
Dinar de oro de Al-Mansur (r. 754-775).

Bagrauandena (Bagraouandene), Bagrevand o Bagravand (Բագրևանդ) fue una región histórica en la Gran Armenia ubicada dentro de la provincia de Airarat. Era uno de los cantones armenios más grandes y estaba situada cerca del centro del país. Limitaba al noroeste con Basiani, al noreste con Gabeanique, al este con Arsarunia y Xacatique, al sureste con Cogovita, al sur con Tsakhkot y Angiovita, al oeste con Apaunia y Tvaracatape y, finalmente, en el extremo oeste con Dasnavurque.
Al norte, Bagrauandena estaba limitada por la cordillera Haykakan Par (literalmente, 'Danza armenia'), y al sur por las montañas Tsakhkanskiye y la región la recorrían los ríos Aracani y Bagrauandena. Entre las ciudades y pueblos más importantes de Bagrauandena estaban Armane, Vagarxacerta (Alaxicerta), Blur, Araviutique, Dzirav, Zerecavan y Condzor. Además, estaba el famoso Monasterio de Bagavansque.
A lo largo de la historia de Armenia, Bagrauandena ha sido escenario de dos conflictos importantes. En el primero la Batalla de Bagrauandena de 371, donde un ejército conjunto de armenios y romanos derrotó a las tropas invasoras del imperio sasánida persa. En el segundo, la Batalla de Bagrauandena de 25 de abril de 775, donde los príncipes armenios que se rebelaron contra el dominio del califato abasí sobre el país fueron derrotados decisivamente por un ejército de 30.000 jorasanes enviados por el califa Al-Mansur (r. 754-775). bajo el liderazgo de Amir.